# Codex de Modena
O Codex de Modena é um manuscrito contendo uma coleção de música medieval polifônica.
Foi criado em torno de 1400-1410 e sua origem é incerta. Foram sugeridas as cidades de Pavia, Milão, Pisa e Bologna. Também se desconhece para que finalidade foi compilado e a identidade do patrono.  Pertence ao acervo da Biblioteca Estense de Modena, onde foi redescoberto por Antonio Cappelli em 1868, e em 1869 foi apresentado à comunidade musicológica. É registrado sob o número a.M.5.24, e nos estudos especializados é referido pelo siglum ModA.
É uma das mais importantes fontes para a música da escola Ars subtilior, contendo em dois fascículos peças francesas e italianas, principalmente de caráter secular e com texto francês. São 36 baladas francesas, 19 virelais, 17 rondeaux, 11 movimentos de missa, 6 baladas italianas, 5 motetos, 2 madrigais, 2 cânones, 1 caccia e 1 hino, além de três linhas avulsas para a parte do contratenor (duas para baladas italianas e uma para um rondeau), e mais um fragmento de uma peça não identificada. Entre os compositores representados estão Matteo da Perugia, Bartholomeus de Bononia, Jacob Senleches, Guillaume de Machaut, Anthonello de Caserta, Johannes de Janua, Corrado de Pistoia, Zachara de Teramo e Philippus de Caserta.